# Königslutter
Königslutter am Elm là một thành phố có khoảng 17.000 dân (2003) ở huyện 
Helmstedt, Lower Saxony, Đức, gần Elm. Königslutter kết nghĩa với Taunton ở Somerset, về phía tây nam của Anh.
Königslutter nằm trên con đường khung cảnh Đức.
Thành phố với địa giới như hiện nay đã được lập năm 1974 thông qua việc hợp nhất 18 đô thị:
- Beienrode
- Boimstorf
- Bornum am Elm
- Glentorf
- Groß Steinum
- Klein Steimke
- Königslutter
- Lauingen
- Lelm
- Ochsendorf
- Rhode
- Rieseberg
- Rotenkamp
- Rottorf
- Scheppau
- Schickelsheim
- Sunstedt
- Uhry